# Peter Dyneley

Peter Dyneley

Peter Dyneley (* 13. April 1921 in Hastings; † 19. August 1977 in London) war ein britischer Schauspieler und Synchronsprecher. In seiner Heimat und den USA wurde er vor allem durch seine Stimme bekannt, die er in der Fernsehserie und den Filmen um Thunderbirds der Hauptfigur „Jeff Tracy“ verlieh.

## Leben
Dyneley verlebte seine Jugend in Kanada, wo er auch während des Zweiten Weltkrieges in der Navy diente. Nach Ende des Krieges studierte er Schauspiel an der Londoner „Guildhall School of Music and Drama“. Hauptsächlich spielte er Bühnenproduktionen; am Broadway erstmals im Oktober 1952 in „The Millionairess“, oft neben seiner Frau Jane Hylton, er war aber auch in Nebenrollen von Spielfilmen und in Fernsehserien zu sehen, wobei ihm seine Sprachkenntnisse – neben Englisch beherrschte er Französisch, Deutsch und Spanisch – zugutekamen. So war er Gaststar in vielen populären Serien der 1960er und 1970er Jahre, vom Kraft Mystery Theatre über The Saint zu Ghost Squad, von Ivanhoe bis The Sweeney.
Dyneley starb in relativ jungen Jahren an Krebs.

## Filmografie (Auswahl)
- 1947: By-Way to Eden (Fernsehfilm)
- 1954: Hölle unter Null (Hell Below Zero)
- 1954: Endstation Harem (You Know What Sailors Are)
- 1954: Die jungen Liebenden (The Young Lovers)
- 1954: Beau Brummell – Rebell und Verführer (Beau Brummell)
- 1955: Abenteuer in der Luft (The Stolen Airliner)
- 1956: Panzerschiff Graf Spee (The Battle of the River Plate)
- 1957: Dschungelboy (Adventures of a Jungle Boy, Fernsehserie, 1 Folge)
- 1958: Die goldene Schallplatte (The Golden Disc)
- 1958: Besuch um Mitternacht (The Whole Truth)
- 1958–1959: African Patrol (Fernsehserie, 4 Folgen)
- 1959: The Manster – Halber Mann-halbes Monster (The Manster)
- 1960: Die letzte Fahrt der Bismarck (Sink the Bismarck!)
- 1961: Der römische Frühling der Mrs. Stone (The Roman Spring of Mrs. Stone)
- 1962–1967: Simon Templar (Fernsehserie, 3 Folgen)
- 1963: Blumen des Schreckens (The Day of the Triffids, Erzählerstimme)
- 1964: It Happened Here
- 1965–1966: Thunderbirds (Fernsehserie, 32 Folgen, Stimme)
- 1966: Feuervögel startbereit (Thunderbirds Are Go, Stimme)
- 1970: Graf Yoster gibt sich die Ehre (Fernsehserie, Folge Castor und Pollux)
- 1970: Der Vollstrecker (The Executioner)
- 1971: Chatos Land (Chato’s land)
- 1971: Paul Temple (Fernsehserie, 1 Folge)
- 1973: Die Onedin-Linie (The Onedin Line, Fernsehserie, 1 Folge)
- 1974: Thriller (Fernsehserie, 1 Folge)
- 1974: Sturz der Adler (Fall of Eagles, Miniserie)
- 1974: Gold
- 1976: Die Füchse (The Sweeney, Fernsehserie, 1 Folge)
- 1978: The English Programme (Fernsehserie, 8 Folgen)